# Andrei Kàixetxkin
Andrei Grigórievitx Kàixetxkin (en rus Андрей Григорьевич Кашечкин), Khizilordà, 21 de març de 1980) era un ciclista kazakh que fou professional entre 2001 i 2013.
L'agost de 2007, va donar positiu en un control intern. El ciclista seguia el mateix procediment que el seu compatriota Aleksandr Vinokúrov també trobat positiu en un control un mes abans. Dies després va ser expulsat de l'equip Astana, i fou sancionat amb dos anys de suspensió.
El 2010 fitxa per l'equip Lampre-Farnese Vini i l'any següent va al nou Astana Qazaqstan Team on va acabar la seva carrera.
Del seu palmarès destaquen el Gran Premi de Fourmies, la Volta a Saxònia i sobretot una etapa a la Volta a Espanya de 2006, en una edició on va acabar tercer.

## Palmarès
- 2000
  - 1r al Triptyque des Barrages
- 2001
  - 1r a La Côte Picarde
  - 1r al Triptyque des Monts et Châteaux
- 2004
  - 1r a la Volta a Saxònia
  - 1r al Gran Premi de Fourmies
- 2006
  -  Campió del Kazakhstan en ruta
  - Vencedor d'una etapa al Volta a Espanya
  - Vencedor d'una etapa a la París-Niça

### Resultats al Tour de França
- 2005. 19è de la classificació general
- 2007. Exclòs amb tot l'equip després del positiu d'Aleksandr Vinokúrov
- 2012. 78è de la classificació general
- 2013. Abandona (3a etapa)

### Resultats a la Volta a Espanya
- 2002. Abandona
- 2006. 3r de la classificació general. Vencedor d'una etapa 1r de la combinada
- 2010. 16è de la classificació general[3]
- 2011. 89è de la classificació general
- 2012. 38è de la classificació general